# أبرق خيطان
أبرق خيطان وتسمى أيضاً خيطان القديم، منطقة من مناطق محافظة الفروانية في الكويت. منطقة سكن كويتية، كانت قبل الامتداد والنمو العمراني تبعدَ عن العاصمة عشرة كيلومترات وكانت مساحتها كيلومترين مربعين، وظهرتْ كمنطقة سَكَنية عام 1956م وأول مختار لها هو ناصر العصيمي.
خامسة المناطق الكويتية من حيث عدد السكان، وقد زاد عدد سكانها من 38,015 نسمة في عام 1970م (1390هـ) إلى 45,120 نسمة في إحصاء عام 1985م، بزيادة نسبتها 18,7%، وبمعدل نمو سنوي مقداره 1,25% فقط. وبلغ عدد سكان المدينة حوالي 48,000 نسمة في عام 1990م.

## معنى التسمية
وترجع التسميةُ إلى أول من سكنها وهو شخص يسمى «خيطان» وهو من قبيلة عتيبة، وكان يحتطب من هذه المنطقة، ويجمع منها الأعشابَ، ثم حفر بئرا عُرِفَ ببئر خيطان. أما كلمة «أبرق» فتعود إلى تحريف لكلمة «أبرك» خيطان، وهو مرتفع من الأرض يقع إلى الجنوب من خيطان.